# Bounced Checks
Bounced Checks  è la prima raccolta di brani del cantautore statunitense Tom Waits, e contiene brani tratti dai suoi album (tranne Closing Time), brani dal vivo e versioni alternative di canzoni già registrate e pubblicate nei vari album.
La raccolta include varie tracce inedite. Mr. Henry è un brano scartato dalla versione finale di Heartattack and Vine, The Piano Has Been Drinking è una versione live del brano di Small Change, e Jersey Girl e Whistlin' Past the Graveyard sono versioni alternative prese rispettivamente dalle sessioni di Heartattack and Vine e di Blue Valentine.

## Tracce
Tutti brani sono stati scritti da Tom Waits
1. Heartattack and Vine – 4:42
2. Jersey Girl – 4:35 - (versione alternativa)
3. Eggs and Sausage (In a Cadillac with Susan Michelson) – 4:14
4. I Never Talk to Strangers – 3:36 - (duetto con Bette Midler)
5. The Piano Has Been Drinking – 6:04 - (registrata dal vivo nel marzo 1981 a Dublino)
6. Whistlin' Past the Graveyard – 3:00 - (versione alternativa)
7. Mr. Henry – 3:33 - (brano inedito)
8. Diamonds on My Windshield – 3:13
9. Burma Shave – 6:28
10. Tom Traubert's Blues – 6:21